# (7610) Sudbury
(7610) Sudbury est un astéroïde de la ceinture principale.

## Description
(7610) Sudbury est un astéroïde de la ceinture principale. Il fut découvert le 3 décembre 1995 à Sudbury par Dennis di Cicco. Il présente une orbite caractérisée par un demi-grand axe de 2,91 UA, une excentricité de 0,02 et une inclinaison de 2,8° par rapport à l'écliptique.

## Compléments